# Dineutina
Dineutina là một phân tông bọ cánh cứng trong họ Gyrinidae. Đơn vị này được Desmarest miêu tả khoa học năm 1851.

## Chi
Phân tông này có 1 chi và 104 loài:
- Dineutus MacLeay, 1828